# Udea nebulalis
Udea nebulalis is een vlinder uit de familie van de grasmotten (Crambidae) en de onderfamilie Spilomelinae. De soortnaam is gepubliceerd als Pyralis nebulalis door Jacob Hübner in 1796.
De soort komt voor in  Noorwegen, Zweden, Finland, Estland, Frankrijk, Duitsland, Polen, Tsjechië, Slowakije, Zwitserland, Liechtenstein, Oostenrijk, Italië, Slovenië, Kroatië, Bosnië en Herzegovina, Montenegro, Oekraïne, Roemenië, Bulgarije en Europees-Rusland.